# Francisco Amadeo Espinosa Ramos
Francisco Amadeo Espinosa Ramos (Chiapas, 1 de abril de 1954) es un político mexicano, miembro del Partido del Trabajo.

## Biografía
Fue Diputado en la LIX Legislatura del Congreso de la Unión de México. Es miembro de la Dirección Colectiva del PT. Fue candidato a  la LXI Legislatura del Congreso de la Unión de México por el VII Distrito Electoral Federal de Chiapas. Obtuvo una curul en la LIX Legislatura del Congreso de la Unión de México por la vía plurinominal.